# 中山貞雄
中山 貞雄（なかやま さだお、1890年1月23日 - 1973年3月19日）は、日本の政治家。衆議院議員（3期）。

## 経歴
東京都出身。明治大学で学ぶ。東京朝日新聞に入り、記者となる。のち東亜拓殖(株)専務取締役、亜細亜活動写真、東北鉱業鉄道、阪神土地住宅、丸ノ内銀行、奉天証券、日平産業各(株)取締役、満州取引所理事、富士鉱業(株)監査役、大同産業公司社長、秋葉原会館、東栄貿易各(株)社長となる。
1924年の第15回衆議院議員総選挙において熊本5区から政友本党公認で立候補して初当選した。以来連続3回当選。1928年の第16回衆議院議員総選挙では熊本2区から立憲政友会公認で立候補して再選。1930年の第17回衆議院議員総選挙で三選した。1932年の第18回衆議院議員総選挙には出馬しなかった。1973年死去。